# La Covacha (banda)
La Covacha es una banda de rock de la ciudad de Quilmes.

## Biografía
Como Vox Dei, La 25 y Kapanga, La Covacha se formó en el partido bonaerense de Quilmes. Cultores del llamado “rock barrial”, debutaron en 1993, y apenas un año más tarde grabaron su primera producción discográfica: Hay que gritar.
Luego de compartir un show con La Renga y de llegar a Capital (presentándose en Arpegios, La Trastienda y otros locales), la banda registró su segundo trabajo: Por el mismo camino (1999). Grabado en el estudio de Las Pelotas en la localidad cordobesa de Traslasierra, el álbum contó con la producción del baterista Gustavo Jove y la participación en el tema “No hay perdón” del cantante Alejandro Sokol.
Recién en 2004 volvieron a grabar: Detrás del cielo fue su tercera producción, registrada en los estudios El Pie de Buenos Aires. Luego apareció un nuevo material nunca editado, el cual se desconoce a ciencia cierta el año en que se grabó, con doce canciones inéditas que consiguió cierta difusión porque se fue pasando entre sus seguidores que se llamó "Sin más".-

## Miembros
- Salvador Tiranti: voz, armónica y guitarra
- Federico Morra: guitarra
- Daniel Godoy: guitarra
- Eric Sandoval: teclados
- Lisandro Tiranti: bajo, coros y bandoneon
- Hernán Monteagudo: batería

## Discografía

### Singles
- Creer y creer (2023)

### Hay que gritar (1994)
- Nos pierden
- Hay que gritar
- Mi barrio del sur
- No hay perdón
- No, no
- Carnavalito
- El puchero
- Moralidad barata
- El último apaga la luz

### Por el mismo camino (1999)
- Hoy, en este lugar
- Me pongo la "10"
- La venda
- Risa alegre
- No hay perdón
- Venir andando
- Ni pa'la suerte
- ...dale y dale
- Moralidad barata
- Carnavalito
- El sueño no tiene color
- Apago la luz

### Por el mismo camino (remasterizado) (2002)
- Hoy, en este lugar
- Me pongo la "10"
- La venda
- Risa alegre
- No hay perdón
- Venir andando
- Ni pa'la suerte
- ...dale y dale
- Moralidad barata
- Carnavalito
- El sueño no tiene color
- Apago la luz
- Hay que gritar
- No, no
- El Puchero
- Salsa

### Detrás del cielo (2004)
- A dónde es que voy?
- Me juego la cabeza
- La ironía más buscada
- Ganando nomás
- Corre, corre
- Vomitan
- Frenesí
- Cuando tú no estás
- Le prestó la vida
- Sacudirán
- Presagios al viento
- Desterrado del cielo

### Sin Más (Material nunca editado)
- Sin más
- Adonde te iras
- Preso de vos
- Vamos
- Trapos viejos
- Milagro
- De la esquina
- El fuego
- Dicen los que saben
- Ya los vas a ver
- Mirándose en la locura
- La trampa